# Rutger von Seth
Rutger Henrik von Seth, född 22 december 1898 i Hörby församling, Malmöhus län, död 10 februari 1966, var en svensk metallurg och bruksägare. Han var bror till Carl-Eduard von Seth
Rutger von Seth, som var son till major Eduard von Seth och Anna Theresia Wahlberg, utexaminerades från Kungliga Tekniska högskolan 1922. Han var förste assistent vid nämnda högskolas metallurgiska laboratorium 1923, tillförordnad speciallärare i materiallära vid KTH 1925, metallurgisk forskningsingenjör vid Sandvikens Jernverks AB 1926, dito vid Avesta Jernverks AB 1931, chefsmetallurg 1933, överingenjör där 1937–1943, verkställande direktör för bland annat AB Åkers styckebruk, styrelseordförande i Morgårdshammar AB och Arboga Mekaniska Verkstads AB, styrelseledamot i AB Statsgruvor, sakkunnig till professuren i järnets metallurgi vid KTH 1940 och fullmäktig i Jernkontoret 1956–1959. Han invaldes som ledamot av Kungliga Ingenjörsvetenskapsakademien 1951. Han skrev ett flertal artiklar i svenska och utländska facktidskrifter. von Seth blev kommendör av Vasaorden 1957.